# Institut per a la Diversificació i Estalvi de l'Energia
L'Institut per a la Diversificació i Estalvi de l'Energia (IDAE) és una entitat pública empresarial adscrita al Ministeri de Transició Ecològica a través de la Secretaria d'Estat d'Energia. Entre 2018 i 2019 el director general de l'IDAE va ser Joan Herrera i Torres.
Contribuir a la consecució dels objectius que té adquirits Espanya en matèria de millora de l'eficiència energètica, energies renovables i altres tecnologies baixes en carboni constitueix el marc estratègic de la seva activitat.
En aquest sentit, el IDAE duu a terme accions de difusió i formació, assessorament tècnic, desenvolupament de programes específics i finançament de projectes d'innovació tecnològica i caràcter replicable. Així mateix, l'Institut lidera una intensa activitat internacional en el marc de diferents programes europeus i cooperació amb tercers països.

## Objectius
- Promoure l'ús de les noves tecnologies de reemplaçament i estalvi en indústria, agricultura, serveis, habitatges, edificis i zones de transport.
- Gestió i seguiment dels plans d'estalvi i eficiència energètica nacional.
- Promoure l'ús racional i eficient de l'energia, tant en l'entorn empresarial com en el de la llar.
- Col·laborar amb la Comissió Europea en la gestió de programes energètics i donar suport a les empreses espanyoles per obtenir finançament per implementar aquests programes, així com donar suport a empreses espanyoles en mercats internacionals, especialment en energies renovables.
- Oferir sectors integrats d'eficiència energètica que requereixen un catalitzador per a la seva implementació.